# بولفراگ هیلز

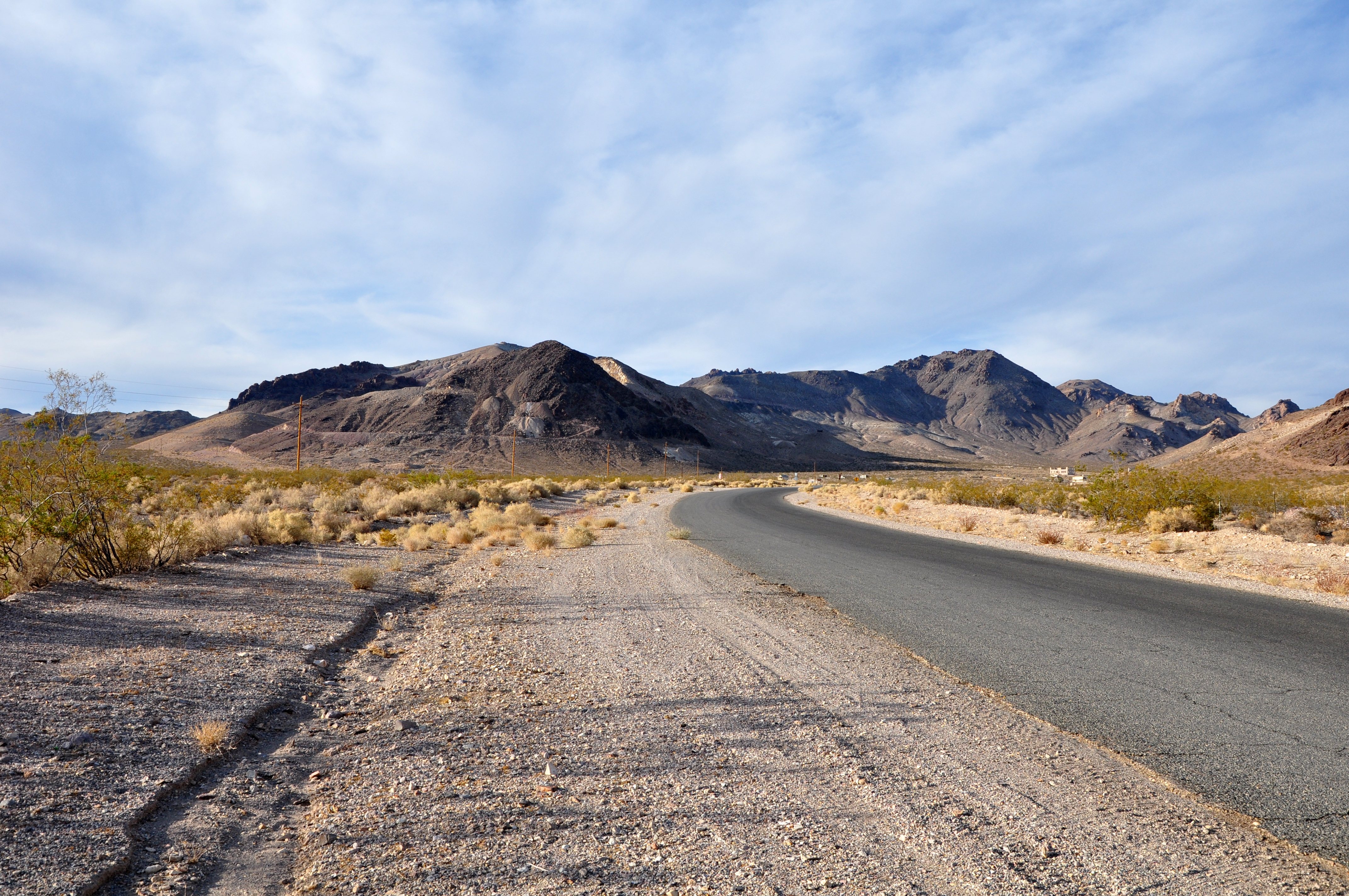
تپه‌های بولفراگ در ریولایت، نوادا

بولفراگ هیلز (به انگلیسی: Bullfrog Hills) یا تپه‌های بولفراگ رشته‌کوهی کوچک از بیابان موهاوی در جنوب شهرستان نای، جنوب‌غربیِ ایالت نوادا آمریکا است. ریشهٔ نامگذاری بولفراگ هیلز شامل دلایلی از شباهت خیالی سنگ معدن آن تا هم‌رنگ بودن با بولفراگ (نوعی قورباغه‌ی بزرگ آمریکایی) می‌باشد.